# Marvin Heemeyer
Marvin John Heemeyer (28 de outubro, 1951 – 4 de junho, 2004) foi um soldador e dono de uma oficina mecânica norte-americano que ficou conhecido pelo seu ataque de fúria utilizando-se de um trator de esteira modificado. 
Enfurecido e insatisfeito após perder uma disputa de zoneamento na cidade, envolvendo ele e a prefeitura, e por ter recebido uma multa de dois mil dólares pelo sistema de encanamento clandestino de esgoto da sua propriedade, ele modificou seu trator de esteira Komatsu D355A com camadas de concreto, chapas de aço blindado e armas de fogo de grosso calibre e utilizou sua invenção em 4 de junho de 2004 para demolir a prefeitura da cidade, a casa do prefeito, e outras 13 edificações em Granby, no Colorado.

## Construção do trator blindado
Marvin levou cerca de um ano e meio para modificar a máquina, que era um trator de esteira que ele havia comprado em um leilão por $16,000 para executar seu plano. As modificações foram as seguintes: blindagem improvisada para proteger a cabine, motor da máquina e as lagartas. Todo o revestimento misturava 30 cm de concreto com camadas espessas de aço blindado. Isso era o suficiente para tornar o trator mais resistente e proteger Marvin de tiros de armas portáteis e automáticas e pequenas explosões de granadas. Para ele conseguir pilotar o trator modificado, pois a cabine não possuía mais janelas, foi instalado um sistema de câmeras digitais protegidas com chapas de Lexan (uma espécie de plástico blindado) com pequenos bicos de ar comprimido para soprar a poeira
das lentes. Também foi adicionado um sistema de ar condicionado e ventiladores para resfriar o interior do veículo para evitar problemas de temperatura. O trator também estava equipado com um rifle calibre 50, um rifle semiautomático calibre 308 e um rifle calibre 22, com os canos apontados para fora, para atingir tanques de gás e balear qualquer policial ou pessoa que tentasse parar o veículo.

## O ataque
Em 4 de junho de 2004, por volta das 14h15 da tarde, Heemeyer iniciou seu ataque de fúria dirigindo sua escavadeira blindada contra a parede da sua antiga oficina mecânica, a fábrica de concreto, a prefeitura, o escritório do jornal local que publicou uma matéria contra ele, a casa de um ex-prefeito (na qual a viúva de 82 anos então residia), e uma loja de ferragens pertencente a outro homem que Heemeyer citou em um processo, bem como alguns outros. Heemeyer alugou seu negócio para uma empresa de lixo e vendeu a propriedade vários meses antes do tumulto.
O ataque durou duas horas e sete minutos, destruindo treze edifícios.  Ele derrubou o serviço de gás natural para a prefeitura e a fábrica de concreto, danificou vários carros e destruiu parte de um centro de serviços públicos. Apesar do grande dano à propriedade, ninguém além de Heemeyer foi morto no evento. O prejuízo foi estimado em 7 milhões de dólares. De acordo com o comissário de Grand County, James Newberry, os despachantes de emergência usaram o sistema de emergência 911 para notificar muitos residentes e proprietários sobre o tumulto que estava acontecendo na cidade. 
Os defensores de Heemeyer argumentaram que ele fez questão de não machucar ninguém durante a destruição da cidade. Ian Daugherty, dono de uma padaria, disse que Heemeyer "saiu de seu caminho" para não prejudicar ninguém. Outros contavam versões diferentes. O departamento do xerife argumentou que o fato de ninguém ter ficado ferido não foi devido a boas intenções, mas sim à sorte. Heemeyer instalou dois rifles de grosso calibre em portas de tiro abertas nas laterais da escavadeira e disparou muitos tiros em um armazém onde estavam guardados vários tanques de gás propano, que por sorte não explodiram, depois efetuou vários tiros contra o transformador de energia da propriedade, com o intuito de causar uma grande explosão, porém, sem sucesso.
"Se esses tanques tivessem sido atingidos e explodidos, qualquer pessoa a menos de 800 metros da explosão morreriam queimadas", disse o departamento do xerife. Doze policiais e residentes idosos de um abrigo estavam dentro dessa faixa de risco. Heemeyer disparou muitas balas de seu rifle semiautomático no operador de máquinas pesadas Cody Docheff quando ele tentou impedir o ataque à sua fábrica de concreto usando um trator raspador de terra, que foi empurrado para o lado pela escavadeira de Heemeyer.
Mais tarde, Heemeyer atirou em dois patrulheiros estaduais antes que eles atirassem nele. O departamento do xerife também observou que onze dos treze edifícios que Heemeyer demoliu foram ocupados até momentos antes de sua destruição. Na biblioteca da cidade, que também foi destruída, um programa infantil estava em andamento quando o incidente começou.
Um policial jogou uma granada de luz no cano de escapamento da escavadeira, que explodiu sem nenhum efeito aparente. Patrulhas locais e estaduais, incluindo uma equipe da SWAT, andaram atrás e ao lado da escavadeira, atirando propositalmente, mas a mesma era imune a seus tiros. As tentativas de destruir as câmeras digitais da escavadeira com tiros falharam porque as balas não conseguiram penetrar no plástico blindado de 3 polegadas (7,6 cm). A certa altura, o subxerife Glenn Trainor subiu no topo da escavadeira, mas ele foi forçado a pular de volta pro chão para evitar ser atingido por detritos e tiros.
A essa altura, as autoridades locais e a Patrulha do Estado do Colorado temiam estar ficando sem opções em termos de poder de fogo e que Heemeyer logo se voltaria contra os civis em Granby. O governador Bill Owens supostamente considerou autorizar a Guarda Nacional a usar um helicóptero de ataque Boeing AH-64 Apache da Força Aérea equipado com mísseis Hellfire ou uma equipe de dois soldados do exército equipada com mísseis antitanque Javelin para destruir a escavadeira. Isso foi rapidamente deixado de lado quando Heemeyer ficou preso no porão de uma loja de ferragens Gambles.
Ainda durante o evento, a equipe do governador Owens ainda negava veementemente considerar tal curso de ação. Desde então, membros da Patrulha Estadual revelaram que, ao contrário, o governador considerou autorizar um ataque aéreo, mas acabou decidindo contra isso devido ao potencial de danos não intencionais de um ataque de míssil no coração de Granby ser significativamente maior do que o que Heemeyer poderia ter causado com sua escavadeira.

## Desfecho
A revolta acabou quando o radiador da escavadeira foi danificado e o motor começou a vazar vários fluidos hidráulicos. O motor da escavadeira falhou e Heemeyer deixou ela cair um degrau no porão de uma loja de ferragens e não conseguiu mais sair. Cerca de um minuto depois, um dos membros da equipe da SWAT, que havia cercado a máquina, relatou ter ouvido um único tiro de dentro da cabine lacrada, concluindo que Heemeyer cometeu suicídio atirando na própria cabeça com uma pistola Magnum calibre 357.

## Destino da escavadeira
Em 19 de abril de 2005, o trator usado por ele na destruição da cidade foi desmanchado e vendido como sucata. As peças assim que desmontadas foram descartadas em lugares diferentes e longínquos para evitar que pessoas que admiravam Heemeyer levassem "lembranças".